# 漢伯河醫院
漢伯河醫院是加拿大安大略省多倫多的一所急症護理醫院，位於該市西北部，近401號省道夾基爾街處。
該院附屬於多倫多大學及皇后大學。

## 科室
- 癌症治療
- 急症室
- 深切治療部
- 化驗室
- 產科
- 醫學造影
- 精神健康及癖癮科
- 腎病科（位於衛信路院區及教堂街院區）
- 外科[4]

## 外部連結
- 官方網站 （页面存档备份，存于）